# Chnumet
Chnumet war eine altägyptische Prinzessin der 12. Dynastie (Mittleres Reich). Ihr unberaubtes Grab fand Jacques de Morgan 1895 in Dahschur.

## Das Grab

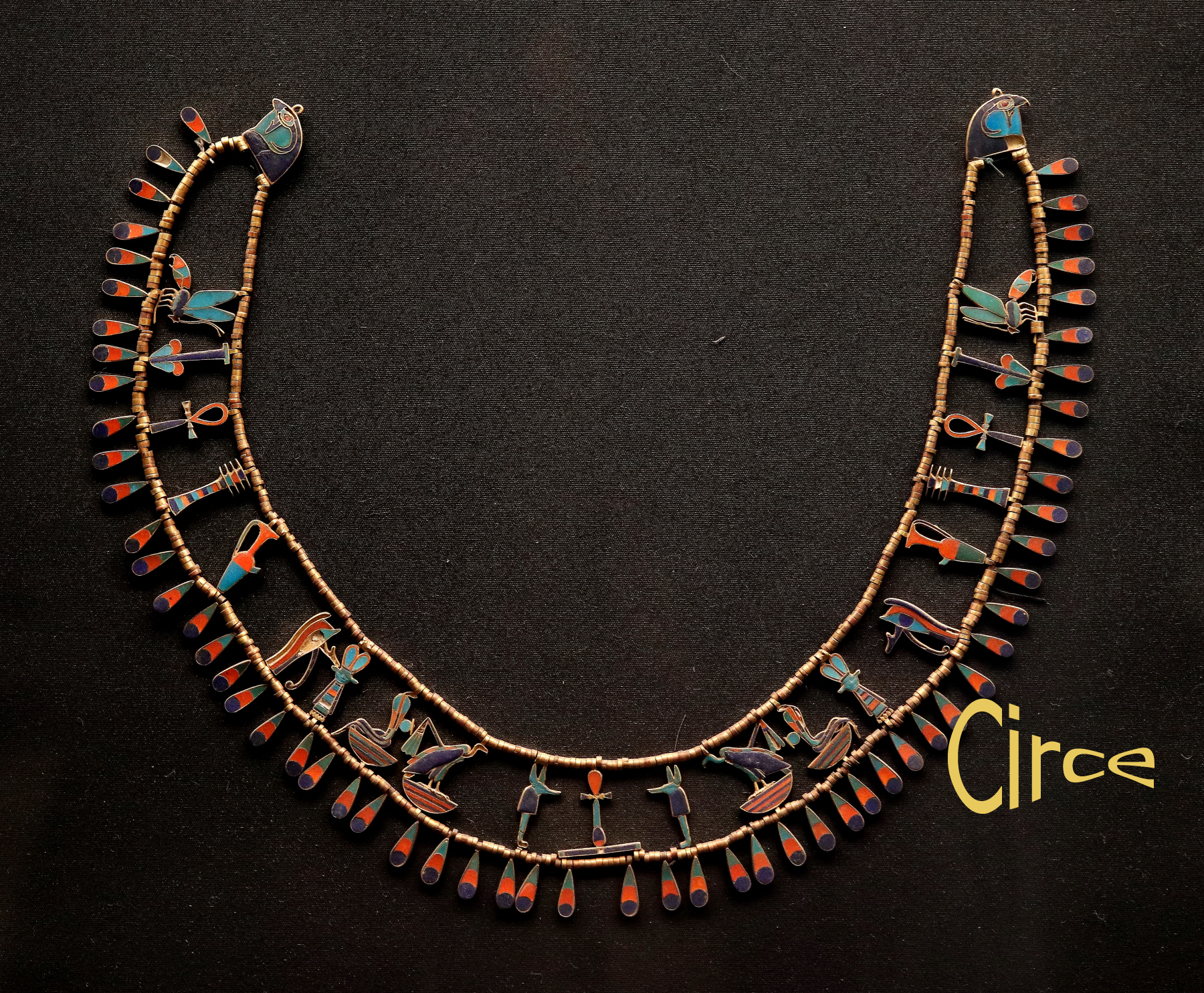
Schmuck der Chnumet, Ägyptisches Museum Kairo (JE 31113)

Das Grab der Chnumet fand sich in einem Galeriegrab neben der Pyramide von Amenemhet II. Die Grabanlage bestand aus einem unterirdischen Gang, von dem zwei Kammern abgingen, in denen jeweils eine Prinzessin bestattet worden ist. Es fanden sich bei der Pyramide drei dieser Galeriegräber mit sechs Bestattungen. Vier Bestattungen, darunter die der Chnumet, waren unberaubt.
Die Bestattung der Chnumet war die mit Abstand reichste. Die Prinzessin war in einem Sarkophag beigesetzt worden. Darin stand ein mit Gold beschlagener Holzsarg und es gab einen inneren menschenförmigen (anthropoiden) Sarg, dessen Gesicht vergoldet war.
Neben dem Sarkophag fanden sich in der Grabkammer verschiedene Keramikgefäße, ein Kanopenkasten und ein Kasten mit Salbgefäßen.
Die Mumie der Chnumet war mit Waffen und königlichen Insignien versehen und besonders reich mit Schmuckstücken ausgestattet. Dazu gehören Arm- und Beinschmuck, eine Krone und ein Halskragen. Besonders bemerkenswert sind goldene Schmuckstücke, die nach Stil und Anfertigung wohl im ägäischen Raum produziert worden sind.

## Identität und Datierung
Wegen des Fundortes ihres Grabes neben der Pyramide von Amenemhet II. wurde meist angenommen, dass Chnumet dessen Tochter war. Dementsprechend wurde auch das Grab unter diesen Herrscher datiert. Neuere Untersuchungen zeigen jedoch, dass das Grab wohl unter Amenemhet III. zu datieren ist. Ihr Vater muss daher ungewiss bleiben, auch wenn es nicht unmöglich erscheint, dass sie eine Tochter von Amenemhet II. war, die erst lange nach dem Tod ihres Vaters verstarb.